# Опел Калибра
„Опел Калибра“ (Opel Calibra) е модел големи автомобили (голям семеен, сегмент D) на германския производител „Опел“, произвеждан през 1989 – 1997 година. Представлява модификация в стил купе на модела „Опел Вектра A“. Както и други модели на „Опел“ от този период, на някои пазари е продаван под други марки – „Шевролет Калибра“, „Воксхол Калибра“, „Холдън Калибра“.
„Калибра“ е 2+2 автомобил с напречно разположен отпред двигател, наличен с предно и 4х4 задвижване. Неговата купе конструкция има аеродинамичен коефициент от 0,26 за модификацията с мощност 115 к.с., но само с гуми по-тесни, отколкото на другите по-мощни модификации, които имат коефициент от 0,28. „Калибра“ е официално представена по време на автомобилното изложение във Франкфурт през 1989 година като наследник на „Опел Манта“, която е с надлъжно разположен отпред двигател и задно предаване. Сглобява се в Рюселсхайм и Уусикаупунки.
През 1993 – 1994 година моделът е рестилизиран – външният вид е модернизиран, променено е мястото на емблемата на „Опел“ и са въведени нови джанти. Подобрено е оборудването вътре, като започват да се предлагат серийно въздушни възглавници, нови тапицерии, нови уреди в централната конзола, както и промяна в цветовете на пластмасите.

## Двигатели
Всички двигатели на разположение са бензинови, както следва:

Четирицилиндров 115 к.с. 2.0i 8V (C20NE). Изпитан двигател в по-ранни модели на Opel и един от най-надеждните. Използва се през целия живот на модела, но претърпява някои изменения по време на restyling-а.
Известният 150 к.с. 2.0 16V (C20XE). Известен също като „червен капак“ (Redtop). Считан за един от най-добрите двигатели на Opel по отношение на изпълнителност. До 1993 година претърпява някои подобрения в запалването, електричеството и други, точно преди да спре произвоството му и се заменя с X20XEV.
Тези два двигателя (NE / XE) също са инсталирани в Kadett, Astra F, Vectra А и други.
По-късно на 2.0 16V се инсталира един турбо-компресор, така се ражда C20LET, също така монтиран на Вектра А, и поставя началото на текущия 2.0 Turbo на Opel. Този двигател е с мощност от 204 к.с.
През 1994 г. и заради анти-замърсяващи регламенти, Opel спира вграждането на C20XE, и го заменя с четирицилиндров атмосферен 2.0 16V със 136к.с. (X20XEV), икономичен и с доста добро представяне на пътя. Той е инсталиран и в други модели като Astra G, Vectra B и Omega B.
Освен четирицилиндров, се предлага и шестцилиндров с атмосферно пълнене 2,5-литров V6 с мощност от 170 к.с., също монтирани в Omega B, Vectra A и B. (X25XE, C25XE)
Само 2.0i литровият със 115 к.с. има по два клапана на цилиндър, останалите са с по четири. На разположение е четиристепенна автоматична скоростна кутия, петстепенна механична и шестстепенна кутия само за двигатели с турбо-компресори. Предаването 4x4 е на разположение на 2.0i 8V и 2.0 16V.
Calibra се използва в ДТМ (Deutsche Tourenwagen Meisterschaft) и Международния шампионат за туристически автомобили с подобрена версия от 470 к.с. и става шампион от първа категория през 1996 г. с пилот германеца Мануел Ройтер зад волана.

## Дизайн
Opel Calibra е разработена от германския дизайнер Ерхард Шнел. Като купе с предно задвижване, автомобилът е на базата на платформата на първото поколение Vectra, като ускорението, хода и работата не са значително по-добри от тези на голям семеен автомобил. От стартирането си през 1989 г., Calibra е един от най-аеродинамичните автомобили в света. Това се обявява за първи път в реклама по британската телевизия през 1990 г.
Осемклапанният модел е обаче най-аеродинамично ефективният Opel Calibra, с драг коефициент (Cd) 0.26. той остава сред най-аеродинамичните автомобили за масово производство през следващите 10 години, когато Honda Insight и Audi A2 стартират през 1999 г. с Cd от 0.25. Всички по-късни 16V, V6, модели 4х4 и турбо са с по-висок Cd (0,29) поради промени в охладителната система, шасито, използването на различни видове джанти и по-широки гуми, както и различни други детайли.

## Скоростни кутии
В допълнение към четиристепенните автоматични трансмисии, които са налични за всички модели с изключение на C20LET (въпреки че в някои страни като Австралия не се продават C20XE с четиристепенна автоматична), се предлагат пет броя ръчни скоростни кутии за Calibra (всички от които са 5-степенна скоростна кутия, с изключение на 6-степенна F28 / 6):
1. F16CR-5 – монтирани от началото на производството на 2.0 литра SOHC NA (т.е. C20NE)
2. F18CR-5 – вграждани до края на производството на 2.0 литра SOHC NA и края на производството на 2.0 литра DOHC NA (т.е. C20NE, X20XEV)
3. F20 – вграждани до началото на производството на 2.0 литра DOHC NA (т.е. C20XE)
4. F25 – инсталирани до 2.5 литра NA (т.е. C25XE, X25XE)
5. F28 / 6 – инсталирани на 2.0 литра Turbo (т.е. C20LET)
При прехвърлянето на скоростната кутия в моделите 4х4 е използвано едно и също звено като на Vauxhall Cavalier 4x4. Кутията е малко по-претенциозна и би могла да претърпи щети от условия, като например незначителни разлики в износването или налягането в гумите между предната и задната оси. Тъй като предните и задните гуми естествено ще се износят с различни темпове при нормално шофиране, е необходимо да се сменят предните със задните гуми на всеки 1500 мили (2000 км). Всичките четири гуми трябва да бъдат от една и съща марка и модел, и трябва да бъдат сменени всичките четири гуми в едно и също време – ако една гума е повредена или пробита, останалите три добри гуми, също трябва да бъдат сменени. Освен това съществуват и други изисквания за поддръжка, които са интересни и необичайни. Пренебрегването на тези точки от незнание или желание да се спестят пари, вероятно биха довели до много скъпи ремонти на предавателната кутия.